# Gouvernement Jules Ferry (2)
Pour les articles homonymes, voir Gouvernement Jules Ferry.
Troisième République
Gouvernement Armand Fallières Gouvernement Henri Brisson I
Le deuxième gouvernement Jules Ferry est le gouvernement de la Troisième République en France du 21 février 1883 au 30 mars 1885.
Jules Ferry constitue un cabinet centré sur l'Union républicaine et la Gauche républicaine. Dans la lignée de Léon Gambetta, il rassemble les républicains opportunistes (républicains de gouvernement) auxquels s'opposent les radicaux.

## Composition

### Ministres nommés le 21 février 1883
| Fonction | Fonction                                           | Image | Nom                         | Parti politique     |
| -------- | -------------------------------------------------- | ----- | --------------------------- | ------------------- |
|          | Président du Conseil des ministres                 |       | Jules Ferry                 | Gauche républicaine |
|          | Ministre des Affaires étrangères                   |       | Paul-Amand Challemel-Lacour | Union républicaine  |
|          | Ministre de l'Intérieur et des Cultes              |       | Pierre Waldeck-Rousseau     | Union républicaine  |
|          | Ministre de l'Instruction publique, des Beaux-arts |       | Jules Ferry                 | Gauche républicaine |
|          | Ministre de la Guerre                              |       | Jean Thibaudin              |                     |
|          | Ministre de la Justice                             |       | Félix Martin-Feuillée       | Union républicaine  |
|          | Ministre des Finances                              |       | Pierre Tirard               | Union républicaine  |
|          | Ministre de la Marine et des Colonies              |       | Charles Brun                | Union républicaine  |
|          | Ministre de l'Agriculture                          |       | Jules Méline                | Gauche républicaine |
|          | Ministre du Commerce                               |       | Anne-Charles Hérisson       |                     |
|          | Ministre des Travaux publics                       |       | David Raynal                | Gauche républicaine |
|          | Ministre des Postes et Télégraphes                 |       | Adolphe Cochery             | Gauche républicaine |
|          | Sous-secrétaire d'État aux Finances                |       | Justin Labuze               | Gauche républicaine |
|          | Sous-secrétaire d'État aux Travaux publics         |       | Charles Baïhaut             | Union républicaine  |

### Remaniement du 27 février 1883
| Fonction | Fonction                                                                                      | Image | Nom                     | Parti politique     | Ancien ministère                      |
| -------- | --------------------------------------------------------------------------------------------- | ----- | ----------------------- | ------------------- | ------------------------------------- |
|          | Ministre de l'Intérieur                                                                       |       | Pierre Waldeck-Rousseau | Union républicaine  | Ministre de l'Intérieur et des Cultes |
|          | Ministre de la Justice et des Cultes                                                          |       | Félix Martin-Feuillée   | Union républicaine  | Ministre de la Justice                |
|          | Sous-secrétaire d'État à la Présidence du Conseil, à l'Instruction publique et aux Beaux-Arts |       | Eugène Durand           | Gauche républicaine | Nouveau                               |
|          | Sous-secrétaire d'État à la Justice et aux Cultes                                             |       | Alphonse Noirot         | Union démocratique  | Nouveau                               |
|          | Sous-secrétaire d'État à l'Intérieur                                                          |       | Guillaume Margue        | Union républicaine  | Nouveau                               |

### Remaniement du 9 août 1883
| Fonction | Fonction                              | Image | Nom              | Parti politique | Ancien ministre                         |
| -------- | ------------------------------------- | ----- | ---------------- | --------------- | --------------------------------------- |
|          | Ministre de la Marine et des Colonies |       | Alexandre Peyron |                 | Cessation des fonctions de Charles Brun |

### Nomination du 22 septembre 1883
| Fonction | Fonction                                           | Image | Nom         | Parti politique    | Ancien ministère |
| -------- | -------------------------------------------------- | ----- | ----------- | ------------------ | ---------------- |
|          | Sous-secrétaire d'État à la Marine et aux Colonies |       | Félix Faure | Union républicaine | Nouveau          |

### Remaniement du 9 octobre 1883
| Fonction | Fonction              | Image | Nom                          | Parti politique | Ancien ministre                           |
| -------- | --------------------- | ----- | ---------------------------- | --------------- | ----------------------------------------- |
|          | Ministre de la Guerre |       | Jean-Baptiste-Marie Campenon |                 | Cessation des fonctions de Jean Thibaudin |

### Nomination du 17 octobre 1883
| Fonction | Fonction                           | Image | Nom                 | Parti politique     | Ancien ministère |
| -------- | ---------------------------------- | ----- | ------------------- | ------------------- | ---------------- |
|          | Sous-secrétaire d'État à la Guerre |       | Jean Casimir-Perier | Gauche républicaine | Nouveau          |

### Remaniement du 20 novembre 1883
| Fonction | Fonction                                                             | Image | Nom              | Parti politique     | Ancien ministre                                                                                              |
| -------- | -------------------------------------------------------------------- | ----- | ---------------- | ------------------- | --- |
|          | Président du Conseil des ministres, ministre des Affaires étrangères |       | Jules Ferry      | Gauche républicaine | Cessation des fonctions de Paul-Amand Challemel-Lacour                                                       |
|          | Ministre de l'Instruction publique, des Beaux-arts                   |       | Armand Fallières | Union démocratique  | En remplacement de Jules Ferry, président du Conseil et ministre de l'Instruction publique et des Beaux-Arts |

### Remaniement du 17 mai 1884
| Fonction | Fonction                             | Image | Nom           | Parti politique    | Ancien ministre                             |
| -------- | ------------------------------------ | ----- | ------------- | ------------------ | ------------------------------------------- |
|          | Sous-secrétaire d'État à l'Intérieur |       | Alfred Laroze | Union républicaine | Cessation des fonctions de Guillaume Margue |

### Remaniement du 14 octobre 1884
| Fonction | Fonction             | Image | Nom             | Parti politique    | Ancien ministre                                  |
| -------- | -------------------- | ----- | --------------- | ------------------ | ------------------------------------------------ |
|          | Ministre du Commerce |       | Maurice Rouvier | Union républicaine | Cessation des fonctions de Anne-Charles Hérisson |

### Remaniement du 3 janvier 1885
| Fonction | Fonction              | Image | Nom         | Parti politique | Ancien ministre                                         |
| -------- | --------------------- | ----- | ----------- | --------------- | ------------------------------------------------------- |
|          | Ministre de la Guerre |       | Jules Lewal |                 | Cessation des fonctions de Jean-Baptiste-Marie Campenon |

## Bilan
Le gouvernement s'installe dans la durée avec un chef qui exerce une véritable autorité. Ainsi Jules Ferry qui doit remanier plusieurs fois son gouvernement ne soumettra pas ceux-ci à l'approbation de la chambre des députés.
Malgré la crise économique de 1882, de nombreuses réformes sont entreprises : 
- réforme de la magistrature,
- relance du Plan Freycinet sur le réseau ferré,
- loi Waldeck-Rousseau autorisant les syndicats,
- loi Naquet instaurant le divorce,
- mesures protectionnistes en faveur de l'agriculture sur l'insistance de Méline.

Ferry engage également une politique coloniale volontariste (Expédition du Tonkin), à l'époque très décriée par la droite et l'extrême-gauche.
Enfin sur le plan des institutions, il permet une révision de la constitution dans un sens plus démocratique (suppression de l'inamovibilité des sénateurs et élargissement de leur collège électoral) et fait passer au scrutin de liste les élections à la chambre des députés.
À la fin de son mandat, Ferry est violemment attaqué par les radicaux dans un climat houleux.

## Fin du gouvernement et passation des pouvoirs
Le 30 mars 1885, à la suite de l'affaire du Tonkin, Jules Ferry doit remettre la démission du Gouvernement au président de la République, Jules Grévy.
Jules Grévy appelle d'abord Henri Brisson qui refuse, puis pendant trois jours Freycinet tente de faire un gouvernement, sans succès. Constans est appelé pour en former un autre, sans obtenir une bonne combinaison. Finalement, le 6 avril 1885, Jules Grévy nomme Henri Brisson à la présidence du Conseil des ministres.